# فرودگاه لانگ آمپونگ
فرودگاه لانگ آمپونگ (به انگلیسی: Long Ampung Airport) یک فرودگاه همگانی با کد یاتا LPU است که یک باند فرود آسفالت دارد و طول باند آن ۸۵۰ متر است. این فرودگاه در کشور اندونزی قرار دارد و در ارتفاع ۷۳۲ متری از سطح دریا واقع شده‌است.

## شرکت‌های هواپیمایی و مقصدهای پروازی
| شرکت‌های هواپیمایی | مقصدهای پروازی   |
| ----------------- | ---------------- |
| سوسی ایر          | تمیندونگ، یوواتا |